# Patricia Gleščič
Patricia Gleščič, slovenska umetnostna drsalka, * 16. julij 1994, Ljubljana.
Je trikratna slovenska državna prvakinja v umetnostnem drsanju, leta 2012 je zmagala na tekmovanju Istanbul Cup. Na evropskih prvenstvih je najboljšo uvrstitev dosegla leta 2013 z 28. mestom, na svetovnih prvenstvih pa 34. mesto leta 2013.